# Internationale Handelsorganisation
Die Internationale Handelsorganisation (englisch International Trade Organization, ITO) war eine geplante Institution, deren Schaffung 1944 auf der Konferenz von Bretton Woods vorgeschlagen wurde. Sie sollte neben dem Internationalen Währungsfonds und der Weltbank, die dritte „Bretton-Woods-Institution“ bilden.

## Historisch-makroökonomischer Hintergrund
In der großen, weltweiten Depression zwischen 1929 und 1932, ausgelöst durch den „schwarzen Freitag“ an der New York Stock Exchange Börse 1929, traten die Strukturprobleme der protektionistischen Weltwirtschaftsordnung zu Tage und verschärften sich in den Krisenzeiten des Zweiten Weltkrieges. Schon im Ersten Weltkrieg brach das internationale Finanzsystem, das durch relativ freien Welthandel, den Goldstandard und freie Konvertierbarkeit der Währung gekennzeichnet war, zusammen. Durch unilaterale Maßnahmen versuchten die Staaten, die eigene Wirtschaft auf Kosten der Exportchancen anderer Staaten zu stärken. Alle suchten ihr Heil auf Kosten der anderen. So flüchteten sich die Staaten, allen voran die USA, nach 1929 zur Krisenbekämpfung in eine Politik der Errichtung von Zollschranken, der Abwertung ihrer Währung und der Einführung von nichttarifären Handelsschranken (Importbeschränkungen). Es entwickelte sich ein Wirtschaftskrieg zwischen den Hauptakteuren der Weltwirtschaft (USA, Großbritannien, Japan, Kanada), der eine Protektionismus- und Geldabwertungsspirale in Gang setzte, die wiederum ein Rückgang des Welthandelsvolumen provozierte und damit die Weltwirtschaftskrise mit einer hohen Zahl an Arbeitslosen extrem verschärfte. Die Krise erreichte 1932 ihren Höhepunkt.
Die Hauptakteure der Verhandlungen über die ITO waren die Siegermächte USA, England und Kanada. Die USA und England hatten aber unterschiedliche Voraussetzungen. England zum Beispiel war Ende des Zweiten Weltkrieges mit über 5 Milliarden Dollar stark verschuldet. Seine Schulden an die ehemaligen Kolonien betrug sogar 14 Milliarden Dollar. England musste diese Schulden tilgen, andernfalls führte dies zur ständigem Ausfluss seiner Goldreserven.

## Historisch-politischer Hintergrund
Nachdem Deutschland 1939 in einem Blitzkrieg Polen angegriffen hatte, erklärten Großbritannien und Frankreich Deutschland den Krieg. Die USA gaben an Großbritannien ab Herbst 1940 immer umfangreichere materielle Unterstützung (Lend-Lease-Agreement). Diese Unterstützung begann als parteiische Neutralität und entwickelte sich bis zum unerklärten Krieg. Durch den Angriff Deutschlands auf die UdSSR kam erst ein Rüstungshilfeabkommen (1. Oktober 1941) zwischen den USA, Großbritannien und der Sowjetunion zustande. 1942 wurde in der Atlantikcharta durch Churchill und Roosevelt die Errichtung eines gemeinsamen Gremiums zur gemeinsamen strategischen Planung und Kriegsführung gegen Deutschland und Japan proklamiert. Am 2. Mai 1945 kapitulierte Berlin unter den Alliierten Streitkräften. Mit dem Atombombenabwurf der USA auf Hiroshima (6. August 1945) und Nagasaki (9. August 1945) wurde auch der Japanisch-Amerikanische Krieg beendet.
Die enthusiastische Zeit des wirtschaftlichen Aufschwunges der 50er Jahre wurde durch den Korea-Krieg und den Beginn des Kalten Krieges jedoch stark überschattet.

## Das Scheitern der ITO
Alle waren noch nachhaltig von der großen Wirtschaftsdepression der 1930er Jahre, die in den Zweiten Weltkrieg mündete, traumatisiert. Um dieselbe Weltwirtschaftskrise zu vermeiden, wurde schon während des Zweiten Weltkrieges durch die anglo-amerikanischen Siegermächte versucht, eine neue liberale Weltwirtschaftsordnung durch eine internationale Organisation zu begründen, die vor allem den Handel und die damit verbundenen Handelsbarrieren und Handelsschranken abbauen sollte. Sie wollten eine Beggar-thy-Neighbor-Politik durch ein liberales Welthandelssystem verhindern. Aus der ersten Verhandlungsrunde (Bretton-Woods) gingen die Weltbank, der Internationale Währungsfonds und ein Entwurf zu einer internationalen Handelsorganisation (International Trade Organisation, ITO) hervor.
Während der Zweite Weltkrieg in Europa tobte, fand 1941 in einer kleinen Gruppe von US-Regierungsmitgliedern und Wirtschaftsexperten das erste Gespräch über die zukünftige ITO statt. Sie wollten ein liberales Welthandelssystem gründen. Im Herbst 1945, wenige Monate nach dem Fall Deutschlands und Japans, folgten weitere Verhandlungen. Als Ergebnis dieser Verhandlungen veröffentlichte das U.S. Department of State das Dokument Proposals for Consideration by an International Conference on Trade and Employment, das eine UN-Konferenz einberief, um eine neue Handelscharta auszuhandeln.
Im Februar 1946 beriefen das United Nation Economic und das Social Council eine erste Konferenz mit 18 Mitgliedern ein, um die Basis für Handel und Wirtschaft zu schaffen. Die Mitglieder waren Repräsentanten aller Weltregionen. In den Folgemonaten arbeiteten die USA, Kanada und England das Proposals for Consideration by an International Conference on Trade and Employment in eine detaillierte draft charter um, die als Diskussionsbasis der kommenden Verhandlungen (Oktober–November 1946) für das preparatory committee im Church House, in London diente.
Vom April bis Oktober 1947 hielt das preparatory committee eine 2. Sitzung im Palais des Nations (Genf). Es teilte sich in verschiedene kleine Kommissionen auf, um die draft trade charter für die nachfolgende Havanna-Konferenz (November 1947) vorzubereiten. Sie führten Verhandlungen mit den wichtigsten Ländern über konkrete Tarif und Zollsenkungen, welche zu den tariff schedules für die beteiligten Länder führte. Beide, die draft trade charter und die tariff schedules, bildeten das GATT.
Auf der Havanna-Konferenz im November 1947 wurde die Havanna World Trade Charter von 45 UN-Ländern signiert. Es folgten weitere Verhandlungsrunden, in denen mehrere Tausend Tarifsenkungen ausgehandelt wurden. 1949 folgte die Runde in Annecy (Frankreich) mit 5000 Tarifzugeständnissen und 1950 die dritte Runde in Torquay (England). Anfang der 1950er Jahre eröffnete die US-Regierung in der fünften Runde, dass sie die Ratifizierung der Havanna-Charta vor dem US-Kongress nicht unternehmen würden. Die WTO beschreibt auf ihrer Webseite den Zusammenhang wie folgt:

“Although the ITO Charter was finally agreed at a UN Conference on Trade and Employment in Havana in March 1948, ratification in some national legislatures proved impossible. The most serious opposition was in the US Congress, even though the US government had been one of the driving forces. In 1950, the United States government announced that it would not seek Congressional ratification of the Havana Charter, and the ITO was effectively dead.”

Die Havanna-Charta wurde also vom US-Kongress nie ratifiziert, weshalb das Projekt „ITO“ begraben wurde und der Welthandel bis 1995 weiterhin durch das GATT bestimmt wurde.

## Unterschied zwischen ITO und GATT
Der ursprüngliche Antrieb für die Internationale Handelsorganisation war ambitiös. Sie sollte weit mehr beinhalten als nur den Handel. Auf der aktuellen Webseite der Welthandelsorganisation (WTO) wird die Agenda wie folgt zusammengefasst: “It extended beyond world trade disciplines, to include rules on employment, commodity agreements, restrictive business practices, international investments and services.”
Im Verlauf des Entstehungsprozesses der ITO wurde die draft trade charter ausgehandelt, welche ein Teil des Allgemeinen Zoll- und Handelsabkommens (GATT) ist und folgendes beinhaltete: traditional provisions, sowie valuation for duty, national treatment on internal taxation, and regulation, quantitative restrictions, subsidies, antidumping, countervailing duties, state trading.
Die draft trade charter enthielt aber keine Bestimmungen über: employment, investment, restrictive business practisees, commodity agreements or organisational provision to the ITO. Die ursprünglichen Ambitionen der ITO waren daher viel progressiver als die des GATT. Die ITO sollte in Zukunft nicht nur Bestimmungen über den Handel enthalten, sondern auch Bestimmungen, wie z. B. zur Schaffung von neuen Arbeitsplätzen. Als Organisationsform stellt das GATT bis zur Gründung der WTO am 1. Januar 1995 keine internationale Organisation dar, sondern nur ein multilaterales Handelsabkommen.

## Nachwirkungen
Als Folge des Scheiterns der ITO kann das Konfliktpotenzial – Ungleichgewicht der Machtverteilung innerhalb der WTO – betrachtet werden, das seit der Gründung des WTO latent vorhanden ist. Schon seit den 1980er Jahren, noch vor dem Inkrafttreten der WTO 1995, treten strukturelle Probleme der WTO ans Licht der Öffentlichkeit.
Im September 2003 fand in Cancún (Mexiko) erneut eine Entwicklungsrunde der World Trade Organisation (kurz WTO) statt. Erstmals in der Geschichte der WTO verbündeten sich aber die Entwicklungsländer um die großen Handelsmächte herauszufordern. So bekräftigten rund 70 Entwicklungsländer ihren kategorischen Widerstand gegen die von den Industriestaaten geforderte Aufnahme von Verhandlungen über die „Singapurthemen“, welche Investitionen, Wettbewerbspolitik, öffentliches Beschaffungswesen und Handelserleichterungen beinhalten, weshalb diese Verhandlungen gescheitert sind. Sie warfen den Industrieländern vor, die in der Entwicklungsrunde in Doha (Katar) eingegangenen Verpflichtungen nicht umzusetzen und lediglich ihre Partikularinteressen zu verfolgen. Sie hätten weitgehend von der Öffnung der Märkte des Südens profitiert, die vom International Monetary Found (kurz IMF) und von der Weltbank durchgesetzt wurden.